# CV-80 (Spanje)

De CV-80

De CV-80 of Autovía Sax-Castalla (Valenciaans: Autovia Sax-Castalla) is een autovía in Valencia. De CV-80 is 14 kilometer lang en verbindt A-31 met de A-7.